# Optymalizacja
Optymalizacja – metoda wyznaczania najlepszego (optymalnego) rozwiązania (poszukiwanie ekstremum funkcji) z punktu widzenia określonego kryterium (wskaźnika) jakości (np. kosztu, drogi, wydajności). 
Stosuje się optymalizacje jedno i wielokryterialne. Optymalizacja wielokryterialna występuje  w wielu różnych dziedzinach: w projektowaniu produktu i procesu produkcji, finansów, projektowaniu samolotów, w przemyśle chemicznym, projektowaniu samochodów, wszędzie tam gdzie optymalne decyzje muszą być podjęte w obecności kompromisów pomiędzy dwoma lub więcej sprzecznymi celami. Przykładem wielokryterialnej optymalizacji jest maksymalizacja zysków i minimalizacji kosztów produktu, maksymalizacja wydajności przy ograniczaniu zużycia paliwa pojazdu, czy też obniżenie masy urządzenia przy jednoczesnej maksymalizacji wytrzymałości poszczególnych jego komponentów.
Optymalizacja jest także zdefiniowana w badaniach operacyjnych, gdzie wykorzystywana jest do rozwiązywania praktycznych problemów (np. ekonomicznych).
W programowaniu komputerowym optymalizacja oprogramowania oznacza działania mające na celu programu komputerowego, tak by czas jego działania oraz używane zasoby komputerowe takie jak pamięć, użycie procesora, ilość przesyłanych danych potrzebnych do jego uruchomienia i działania były jak najmniejsze. Działaniami w tym zakresie są optymalizacja kodu wynikowego, wybór wydajniejszych algorytmów i kodowania danych. 
Optymalizacja Produkcji – Celem optymalizacji procesów produkcji jest osiągnięcie wymiernych efektów ekonomicznych i wytwórczych (np. podwyższenie sprawności procesów, poprawa terminowości, minimalizacja stanu magazynowego). 